# Gare de Caslino-d'Erba
La gare de Caslino-d'Erba (en italien, Stazione di Caslino d'Erba) est une gare ferroviaire italienne de la ligne de Milan à Asso, située sur le territoire de la commune de Caslino d'Erba, près de Castelmarte, dans la province de Côme en région de Lombardie.
Mise en service en 1922, c'est une halte voyageurs de LeNord desservie par des trains régionaux R.

## Situation ferroviaire
Établie à environ 353 mètres d'altitude, la gare de Caslino-d'Erba est située au point kilométrique (PK) 45 de la ligne de Milan à Asso, entre les gares ouvertes de Pontelambro - Castelmarte et Canzo.
La ligne est à voie unique, la gare dispose dune voie et d'un quai court.

## Histoire
La gare de Caslino-d'Erba est mise en service le 16 juin 1922, lors de la mise en service du dernier prolongement de la ligne.

## Service des voyageurs

### Accueil
Halte voyageurs LeNord, c'est un point d'arrêt sans personnel à entrée libre. Elle dispose d'un petit bâtiment qui fait office de salle d'attente.

### Desserte
Caslino-d'Erba est desservie par des trains régionaux de la relation Milan-Cadorna - Canzo-Asso

### Intermodalité
Un parking pour les véhicules est aménagé à proximité. Une passerelle permet, à partir du quai, de traverser la voie et rejoindre un chemin qui rejoint Castelmarte.